# Limba noastră
Limba noastră est l'hymne national de la république de Moldavie depuis 1994. Les paroles proviennent d'un poème de Alexei Mateevici (1888-1917) et la musique a été composée par Alexandru Cristea (1890-1942). Le poème original comporte douze strophes, seules cinq ont été conservées dans l'hymne. Elles apparaissent en gras ci-dessous.
Il a remplacé l'ancien Hymne de la République socialiste soviétique moldave après son indépendance vis-à-vis de l'URSS en 1991.

## Paroles
| Paroles en roumain | Traduction en français |
| --- | --- |
| Limba noastră-i o comoară În adîncuri înfundată Un șirag de piatră rară Pe moșie revărsată. Limba noastră-i foc ce arde Într-un neam, ce fără veste S-a trezit din somn de moarte Ca viteazul din poveste. Limba noastră-i numai cîntec, Doina dorurilor noastre, Roi de fulgere, ce spintec Nouri negri, zări albastre. Limba noastră-i graiul pîinii, Cînd de vînt se mișcă vara; In rostirea ei bătrînii Cu sudori sfințit-au țara. Limba noastră-i frunză verde, Zbuciumul din codrii veșnici, Nistrul lin, ce-n valuri pierde Ai luceferilor sfeșnici. Nu veți plînge-atunci amarnic, Că vi-i limba prea săracă, Și-ți vedea, cît îi de darnic Graiul țării noastre dragă. Limba noastră-i vechi izvoade. Povestiri din alte vremuri; Și citindu-le 'nșirate, - Te-nfiori adînc și tremuri. Limba noastră îi aleasă Să ridice slava-n ceruri, Să ne spuie-n hram și-acasă Veșnicele adevăruri. Limba noastra-i limbă sfîntă, Limba vechilor cazanii, Care-o plîng și care-o cîntă Pe la vatra lor țăranii. Înviați-vă dar graiul, Ruginit de multă vreme, Stergeți slinul, mucegaiul Al uitării 'n care geme. Strîngeți piatra lucitoare Ce din soare se aprinde - Și-ți avea în revărsare Un potop nou de cuvinte. Răsări-va o comoară În adîncuri înfundată, Un șirag de piatră rară Pe moșie revărsată. | Notre langue est un trésor Enraciné dans les profondeurs, Une chaîne de pierres rares Dispersée sur notre patrie. Notre langue est un feu qui brûle Au milieu d'un peuple qui, sans nouvelles, S'est réveillé d'un sommeil de la mort, Comme le héros dans les contes. Notre langue n'est que chanson L'expression de nos désirs profonds, Un essaim d'éclairs, perçant Des nuages noirs, des horizons bleus. Notre langue, c'est la parole du pain, Quand l'été est mû par le vent, Prononcée par nos ancêtres, Ils ont béni notre terre avec leur sueur. Notre langue est une feuille verte Le frémissement des forêts éternelles, L'ondulation calme du Dniestr cache Les chandeliers des étoiles. Vous n'allez plus vous plaindre amèrement Que votre langue est trop pauvre, Et vous allez voir ce qu'elle offre La langue de notre chère patrie. Notre langue est un vieux parchemin, Des histoires d'un autre temps. En les lisant, l'une après l'autre Des frissons profonds nous viennent. Notre langue est choisie Pour soulever au ciel des louanges, Pour nous dire, à l'église et à la maison, Les vérités éternelles. Notre langue est une langue bénie, La langue des anciens sermons Qui sont pleurés, qui sont chantés Par les paysans, dans leur foyer. Ramenez donc à la vie cette langue, Rouillée depuis si longtemps, Essuyez la crasse et la moisissure De l'oubli dans lequel elle gémit. Assemblez la pierre à étincelles Que le soleil allume. Et vous aurez en abondance Une nouvelle inondation de mots. Un trésor va surgir Enraciné dans les profondeurs, Une chaîne de pierre rare Dispersée sur notre patrie. |